# Linköping

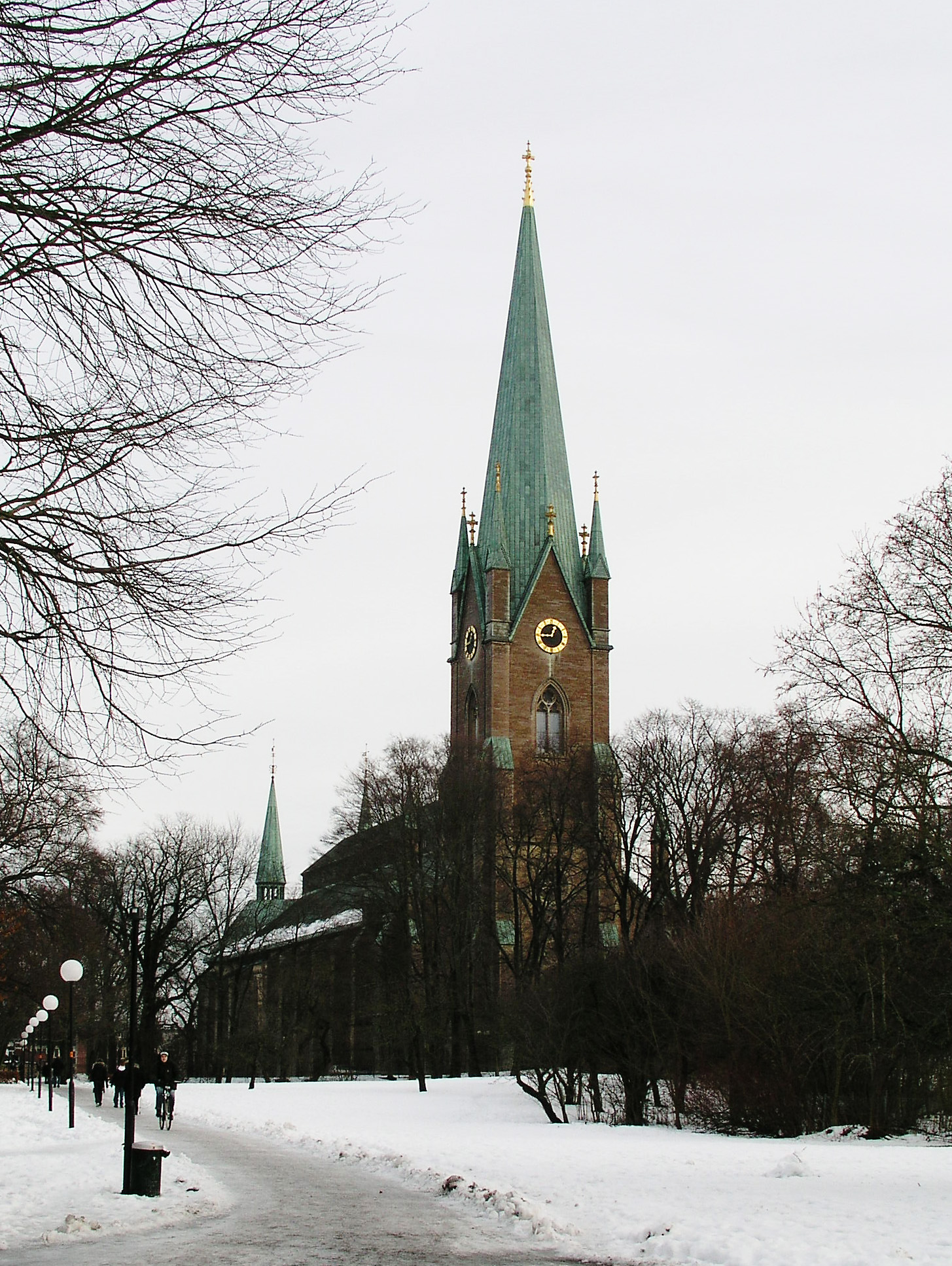
La catedral de Linköping

Linköping [ˈˈlɪnɕøːpɪŋ] és una ciutat del sud de Suècia, amb una població de 94.298 (2001). És la seu del municipi del mateix nom amb 136.000 habitants. Linköping és el centre d'una regió antiga cultural i celebra el setè centenari el 1987. Dominant la vila com un far hi ha la torre de la catedral.
La ciutat és al sud del llac Roxen (que són part dels camins d'aigua històricament importants Motala ström i el Göta Canal) on la carretera principal des d'Estocolm a Helsingborg creua el riu Stångån (i el kanal Kinda).
Aquesta carretera era part de la ruta Eriksgata que el nou rei elegit havia de viatjar segons la Llei sueca medieval. En la xarxa viària de segle xx, s'anomenava primer Riksettan (carretera nacional 1). S'anomena actualment E4 i s'ha redirigit per passar per fora de la ciutat per la cara nord. També contribueix a les comunicacions excel·lents de Linköping la seva situació en la línia principal de ferrocarril del sud que connecta Estocolm amb Malmö i la capital danesa de Copenhaguen. Hi ha també un aeroport menor.
Linköping va ser una ciutat petita fins als anys 1937 - 1939, quan es va formar la companyia Saab, quan es va iniciar un període de ràpida expansió.
La Universitat de Linköping es va establir en els anys 1960.
Actualment la ciutat és un centre d'alta tecnologia i indústria del programari. La ciutat té dos aeroports, un aeroport civil (l'aeroport de Linköping) i un de militar (la base aèria de Malmen).

## Fills il·lustres
- Samuel Klingenstierna, matemàtic i físic nascut al municipi
- Hugo Theorell (1903 - 1982) metge i bioquímic, Premi Nobel de Medicina o Fisiologia de l'any 1955.